# بوليط عريض
بوليط عريض (الاسم العلمي:Boletus latus ) هو نوع الفطريات يتبع جنس البوليط من الفصيلة البوليطية.